# Nationaal Ballet Suriname
Het Nationaal Ballet Suriname was het nationale balletgezelschap van Suriname.
Het Nationaal Ballet werd op 1978 opgericht. Mede-oprichtster en tot en met 1982 prima ballerina bij het ballet was Marlène Lie A Ling. Andere oprichters waren Charlotte Sprangers, Joop van Alen, Percy Muntslag en Ilse-Marie Hajary.
Het gezelschap werd na 1992 opgeheven.